# Sopotništvo
Sopotništvo tudi deljenje avtomobila, skupna vožnja, skupinska vožnja (angl. carpool, car-pooling), je delitev vožnje z osebnim avtomobilom tako, da se vozniku pridruži več sopotnikov. Druga oblika deljenja avtomobila je souporaba avtomobila, pri kateri voznik ni lastnik avtomobila, temveč si ga le za kratek čas izposodi in vrne na določeno mesto, kjer ga že lahko prevzame drugi uporabnik.
Sopotništvo vsem udeleženim zmanjša potne stroške, kot so stroški goriva, cestnine, saj si jih med seboj deli več oseb. Poleg tega je sopotništvo okolju prijazen in trajnosten način potovanja, saj zmanjšuje emisije ogljikovega dioksida, prometne zastoje na cestah, in potrebo po parkirnih mestih. Drugje po svetu, predvsem v zahodnih deželah je tak način potovanja že dolgo razširjen in ga spodbujajo, posebno v obdobjih visoke onesnaženosti ali visoke cene goriva, tudi oblasti.
V ZDA  je leta 2009 sopotništvo predstavljalo 43,5% vseh poti in 10% dnevnih migracij, pri čemer večino sopotništva (preko 60%) predstavljajo skupne vožnje družinskih članov.
Sopotništvo je bolj priljubljeno pri ljudeh, ki službujejo na območju z več zaposlenimi in živijo na področjih z gostejšo poselitvijo. Priljubljenost takega načina potovanja je povezana tudi s stroški obrabe vozila, ceno goriva in razdaljo potovanja. Tako je sopotništvo redkejše pri ljudeh, ki dlje preživijo na delovnem mestu, pri starejših delavcih in pri samozaposlenih.

## Vrste
- Lastnik avtomobila in sopotnik(i) se celo pot peljejo skupaj (npr. skupna pot stanovalcev iste soseske v službo).
- Vozniki avtomobilov se posamično pripeljejo do dogovorjene točke – parkirišča – in nato nadaljujejo skupno pot v enem vozilu. Takšen sistem je primeren za sopotnike iz različnih naselij, ki od določene dogovorjene točke naprej potujejo skupaj (npr. z obrobja v središče mesta).
- Enkratni prevoz po potrebi: kadar potuješ na različnih relacijah, si lahko s pomočjo zbirke podatkov o ponujenih prevozih na posameznih relacijah poiščeš priložnostni prevoz.

## Slovenija
V Sloveniji se je leta 2015 več kot polovica zaposlenih vozila na delo v drugo občino in delež se z leti še povečuje.
Povprečna zasedenost slovenskega avta je 1,2 potnika/avto, 3/4 potovanj v Sloveniji pa opravimo z zasebnim avtomobilom.
Sopotništvo predstavlja alternativo javnemu prevozu. Razvoj medmrežja je olajšal in pospešil skupinsko vožjo. Med najpriljubljenejšimi spletnimi dvermi za ponujanje in iskanje sopotništva so dveri prevozi.org, ki jih je postavila skupina študentov leta 2004. Najprej so si predvsem študenti iskali tedenske prevoze do univerzitetnih mest in nazaj. Leta 2010 so bili ponudbi dodani še mednarodni prevozi, stran pa je šla v korak s časom tudi z aplikacijami za pametne telefone, naprej za Nokio in Android, leta 2014 pa še za iPhone.
Pri dnevnih migracijah še vedno prevladuje sopotništvo prek poznanstev.
Poleg prevozi.org organizacijo sopotništva omogočajo naslednje spletne dveri: timskavožnja.com , peljime-peljemte, deliva.si, katrca.org, mojrajd.si in še več skupin organiziranih npr. na Facebooku.